# Verrallina multifolium
Verrallina multifolium är en tvåvingeart som först beskrevs av King och Harry Hoogstraal 1947.  Verrallina multifolium ingår i släktet Verrallina och familjen stickmyggor. Inga underarter finns listade i Catalogue of Life.